# Menu rozwijalne

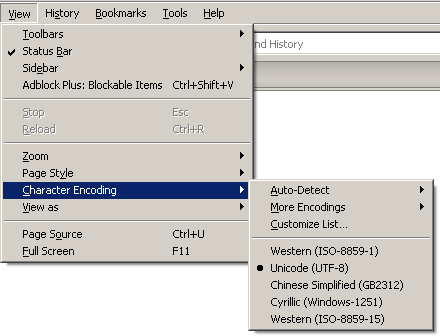
Przykład menu rozwijalnego w Mozilla Firefox wywołanego po kliknięciu na pasek menu

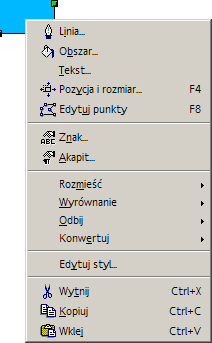
Przykład menu podręcznego wywołanego po kliknięciu prawym przyciskiem myszy

Menu rozwijalne (ang. pull-down menu lub pop-up menu) – prostokątny obszar złożony z mniejszych prostokątów, stanowiących kolejne pozycje menu. Zwykle każda taka pozycja zawiera nazwę opcji do wyboru, czasem jest tam jeszcze ikonka dla ozdoby.
Menu rozwijalne posiada dwa główne źródła, z którego jest wywoływane:
- w reakcji na aktywację przycisku na pasku menu (tzw. pull-down menu)
- jako menu podręczne (context menu), zwykle wywoływane prawym klawiszem myszy (tzw. pop-up menu)

W momencie, kiedy menu rozwijalne zostanie otwarte, przejmuje skupienie, co oznacza, że może być w tym momencie bezpośrednio obsługiwane z klawiatury. Dostępne jest przemieszczanie się pomiędzy pozycjami menu za pomocą klawiszy góra/dół, Esc jako zamknięcie menu bez wyboru, Enter jako zatwierdzenie wyboru. Jeśli w pozycji jest przycisk menu podrzędnego, to jeszcze klawisze prawo/lewo służą do rozwinięcia/zwinięcia menu podrzędnego.
Istnieje kilka rodzajów pozycji menu, które występują w menu rozwijalnym:
- komenda – jej wybranie powoduje wykonanie przypisanej jej funkcji
- separator – cienka, pozioma kreska, której nie można zaznaczyć i służy tylko do wizualnego oddzielania opcji, które należą do innej grupy
- przełącznik – podobnie jak przycisk przełączający; zwykle taka pozycja jest jeszcze opisana odpowiednim znacznikiem, który symbolizuje włączenie lub wyłączenie opcji; wybranie takiej pozycji przełącza opcję na jej przeciwieństwo
- przełącznik radiowy – podobnie jak przycisk radiowy; powinny występować co najmniej dwa takie w grupie i wybranie jednej z takich pozycji dezaktywuje pozostałe z grupy
- przycisk menu podrzędnego – służy do rozwijania menu podrzędnego; menu takie jest całkowicie osobnym menu rozwijalnym

Zdarzenia są generowane w zależności od rodzaju pozycji. W przypadku komendy generuje się po prostu zdarzenie wybrania danej pozycji z menu. W przypadku przełączników jest to bardzo podobnie jak w odpowiadających im znaczeniowo widżetach. Natomiast w przypadku przycisku menu podrzędnego – podobnie jak w przycisku menu na pasku menu.
Menu rozwijalne nie zawsze jest zalecane w interfejsach użytkownika, jednym ze skutków ubocznych jego stosowania (przede wszystkim na stronach internetowych) jest Mystery meat navigation, czyli sytuacja, w której użytkownik nie zna wszystkich opcji menu bez skorzystania z niego.